# Valle de Barossa

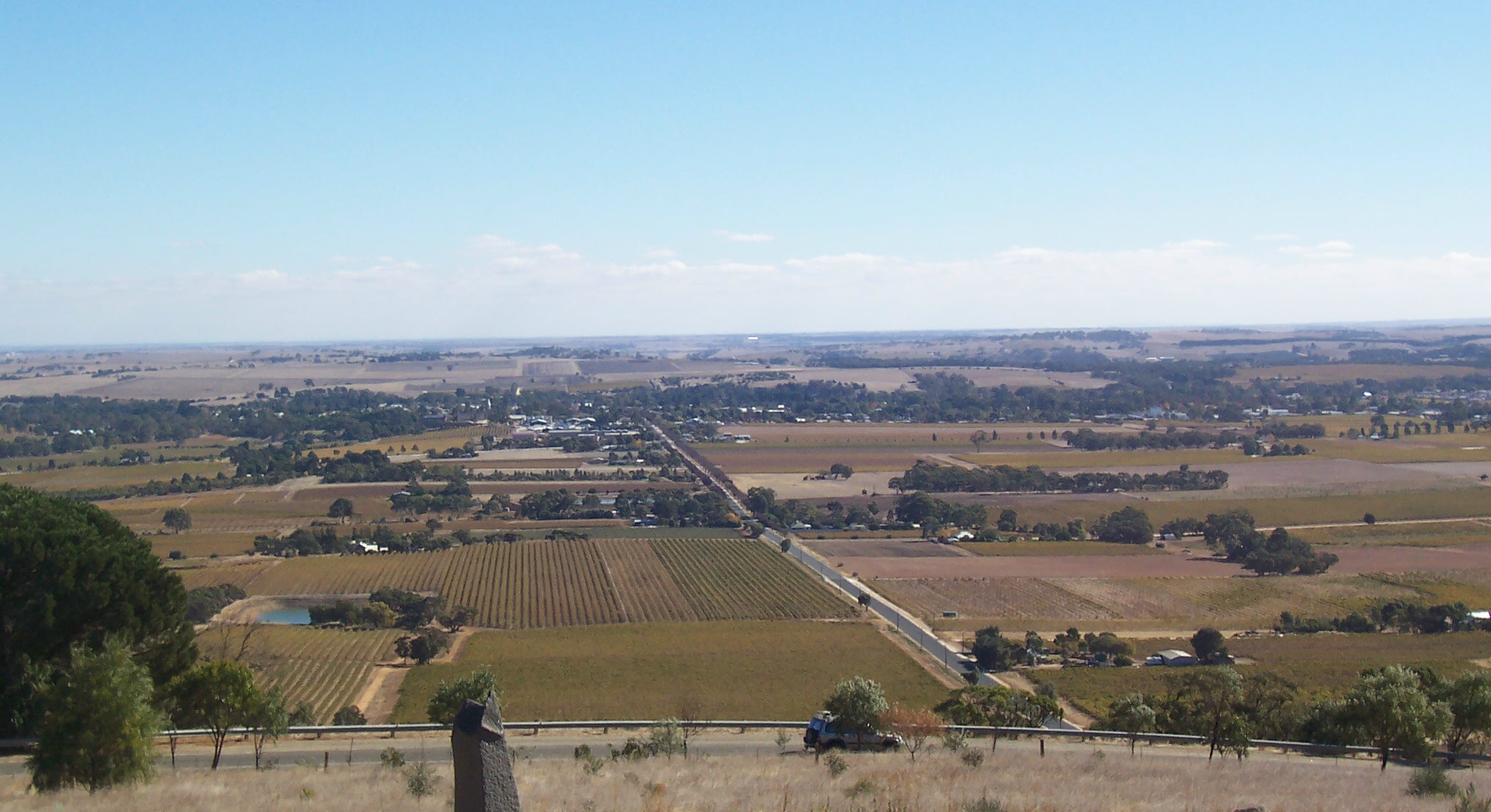
Localidad de Tanunda rodeada de viñedos en otoño, Valle de Barossa, Australia.

El Valle de Barossa es una importante región vitivinícola y turística en South Australia, que se encuentra a 60 km al noreste de la ciudad de Adelaide, Australia. Es un valle formado por el North Para River, y la ruta "Barossa Valley Way" es la principal ruta que recorre el valle, conectando los principales pueblos del valle que son: Nuriootpa, Tanunda, Rowland Flat y Lyndoch.

## Historia

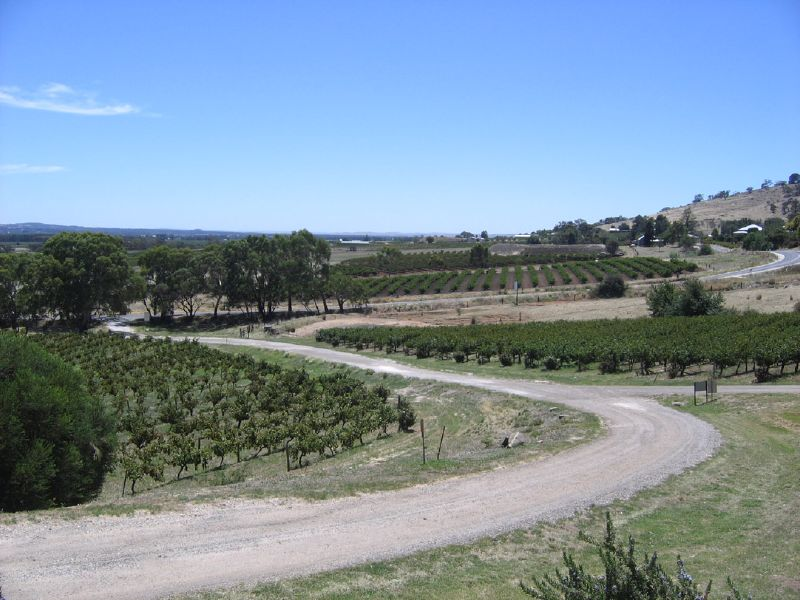
Vista de la finca Bethany, cuyas primeras vides se plantaron en 1852. Bethany fue el primer asentamiento en la región de Barossa.

El nombre del valle de Barossa proviene de las montañas Barossa, las que fueron denominadas por el coronel William Light en 1837. Light eligió el nombre en memoria de la victoria británica sobre las tropas francesas en la Batalla de Barrosa, en la cual participó en 1811. El nombre fue transcripto, erróneamente, como "Barossa", en lugar de "Barrosa". La zona abarca unos 13 km de largo y 14 km de ancho.
Cada una de las tres poblaciones principales en Barossa posee su propia personalidad. Tanunda por lo general es reconocida como la más alemana de las tres con tradiciones que se remontan hasta la década de 1840 cuando los primeros colonos alemanes llegaron a la región. Debido a que muchos de ellos provenían de  Silesia en Prusia, denominaron a Barossa Neu-Schlesien, o "Nueva Silesia". La influencia alemana ha sobrevivido hasta el siglo XXI. Por su parte Angaston, es considerado el poblado inglés ya que sus colonos fueron principalmente mineros córnicos y colonos de otras partes de Gran Bretaña. El tercer y el más grande de los poblados es, Nuriootpa, el cual recibió influencias de colonos tanto alemanes como británicos, y en la actualidad es la base comercial de Barossa donde se encuentran la mayoría de las grandes tiendas. Por lo general Tanunda y Angaston son considerados 'pueblos turísticos' comparado con Nuriootpa ya que poseen mayor cantidad de comodidades para los turistas.